# Luísa de Vurtemberga
Luísa de Vurtemberga (4 de junho de 1789 - 16 de junho de 1851) foi um membro da Casa de Württemburg. Era casada com o príncipe Frederico Augusto II de Hohenlohe-Öhringen.

## Casamento e descendência
Luísa casou-se a 28 de Setembro de 1811 com o príncipe Augusto de Hohenlohe-Öhringen de quem teve quatro filhos:
1. Frederico de Hohenlohe-Öhringen (12 de Agosto de 1812 - 10 de Dezembro de 1892), casado com Mathilde von Breuning; com descendência.
2. Matilde de Hohenlohe-Öhringen (3 de Julho de 1814 - 3 de Junho de 1888), casada com o duque Günther Frederico Carlos III de Schwarzburg-Sondershausen; com descendência.
3. Hugo de Hohenlohe-Öhringen (27 de Maio de 1816 - 23 de Agosto de 1897), casado com a princesa Paulina de Fürstenberg; com descendência.
4. Félix de Hohenlohe-Öhringen (1 de Março de 1818 - 8 de Setembro de 1900), casado com a princesa Alexandrina de Hanau und Horowitz; com descendência.

## Genealogia
| Luísa de Vurtemberga | Pai: Eugénio Frederico de Württemberg | Avô paterno: Frederico Eugénio II, Duque de Württemberg | Bisavô paterno: Carlos Alexandre de Württemberg             |
| Luísa de Vurtemberga | Pai: Eugénio Frederico de Württemberg | Avô paterno: Frederico Eugénio II, Duque de Württemberg | Bisavó paterna: Maria Augusta de Thurn e Taxis              |
| Luísa de Vurtemberga | Pai: Eugénio Frederico de Württemberg | Avó paterna: Sofia Doroteia de Brandemburgo-Schwedt     | Bisavô paterno: Frederico Guilherme de Brandemburgo-Schwedt |
| Luísa de Vurtemberga | Pai: Eugénio Frederico de Württemberg | Avó paterna: Sofia Doroteia de Brandemburgo-Schwedt     | Bisavó paterna: Sofia Doroteia da Prússia                   |
| Luísa de Vurtemberga | Mãe: Luísa de Stolberg-Gedern         | Avô materno: Cristiano Carlos de Stolberg-Gedern        | Bisavô materno: Frederico de Stolberg-Gedern                |
| Luísa de Vurtemberga | Mãe: Luísa de Stolberg-Gedern         | Avô materno: Cristiano Carlos de Stolberg-Gedern        | Bisavó materna: Luísa de Nassau-Saarbrucken                 |
| Luísa de Vurtemberga | Mãe: Luísa de Stolberg-Gedern         | Avó materna: Leonor de Reuss-Lobenstein                 | Bisavô materno: Henrique II de Reuss-Lobenstein             |
| Luísa de Vurtemberga | Mãe: Luísa de Stolberg-Gedern         | Avó materna: Leonor de Reuss-Lobenstein                 | Bisavó materna: Júlia Doroteia de Hochberg                  |